# Favolaschia
Favolaschia là một chi nấm trong họ Mycenaceae. Chi này phân bố phổ biến, và có 50 loài.

## Các loài
- Favolaschia gaillardii
- Favolaschia phyllostachydis